# Dun Karm Psaila
Dun Karm Psaila (ur. 18 października 1871, zm. 13 października 1961) – poeta maltański, tworzący początkowo w języku włoskim, a następnie, od 1912 r. - maltańskim. Napisał słowa hymnu państwowego Malty L-Innu Malti.
W latach 1885–1894 studiował w seminarium duchownym, przyjął potem święcenia kapłańskie. Pracował jako nauczyciel oraz bibliotekarz w bibliotece publicznej. Pisał utwory liryczne początkowo w języku włoskim. W 1912 r. opublikował swój pierwszy wiersz napisany w języku maltańskim Quddiem Xbieha tal-Madonna. W kolejnych latach publikował wiersze i zbiory poetyckie, które zdobyły sobie w Malcie dużą popularność i uznanie. Został uhonorowany mianem "największego artysty w dziejach Malty", otrzymał także tytuł narodowego poety Malty.